# ケイシー・パルマー
ケイシー・パルマー（Kasey Palmer 、1996年11月9日 - ）は、イングランド・ロンドン出身のプロサッカー選手。ジャマイカ代表。ブリストル・シティFC所属。ポジションはMF。

## クラブ経歴

### チェルシー
チャールトン・アスレティックFCの下部組織を経て、2013年3月にチェルシーFCのアカデミーに入団。2016年2月にプロ契約を締結した。
2016年7月15日、ハダースフィールド・タウンFCにレンタル移籍。8月6日のブレントフォードFC戦でプロデビューを果たすと、さらに初ゴールも決めた。
2018年1月31日、ダービー・カウンティFCにレンタル移籍。
2018年7月30日、ブラックバーン・ローヴァーズFCにレンタル移籍。

### ブリストル・シティ
2019年1月、ブリストル・シティFCにレンタル移籍。
2019年8月1日、ブリストル・シティFCに4年契約で完全移籍した。移籍金は350万ポンド。
2020年10月16日、スウォンジー・シティAFCにレンタル移籍。

## 代表歴
各年代でイングランド代表に選出されている。
2016年にはU-21代表のメンバーとしてトゥーロン国際大会に参加し、優勝を果たした。
2021年3月、ジャマイカ代表に選出された。3月25日のアメリカ代表戦で代表初出場を果たした。

## タイトル

### クラブ
チェルシー
- U-21プレミアリーグ: 2013–14[11]
- FAユースカップ: 2013–14, 2014–15
- UEFAユースリーグ: 2014–15, 2015–16

### 代表
U-21イングランド代表
- トゥーロン国際大会: 2016